# La Mesa de San Isidro
La Mesa de San Isidro är en ort i Mexiko.   Den ligger i kommunen Tuxpan och delstaten Michoacán de Ocampo, i den södra delen av landet, 140 km väster om huvudstaden Mexico City. La Mesa de San Isidro ligger 1 877 meter över havet och antalet invånare är 320.
Terrängen runt La Mesa de San Isidro är kuperad. Runt La Mesa de San Isidro är det ganska tätbefolkat, med 160 invånare per kvadratkilometer. Närmaste större samhälle är Heróica Zitácuaro, 17,3 km sydost om La Mesa de San Isidro. I omgivningarna runt La Mesa de San Isidro växer huvudsakligen savannskog.